# 三姊妹峰
三姊妹峰（英語：Three Sisters Cones），是南極洲的山峰，位於羅斯島的埃里伯斯火山西南坡，由3座山峰組成，海拔高度約1,800米，由美國探險隊命名，現時由南極條約體系管理。